# Олден (Міннесота)
Олден (англ. Alden) — місто (англ. city) в США, в окрузі Фріборн штату Міннесота. Населення — 583 особи (2020).

## Географія
Олден розташований за координатами 43°40′3″ пн. ш. 93°34′20″ зх. д. / 43.66750° пн. ш. 93.57222° зх. д. (43.667561, -93.572302).  За даними Бюро перепису населення США в 2010 році місто мало площу 2,84 км², з яких 2,76 км² — суходіл та 0,08 км² — водойми. В 2017 році площа становила 2,58 км², з яких 2,50 км² — суходіл та 0,08 км² — водойми.

## Демографія
Згідно з переписом 2010 року, у місті мешкала 661 особа в 268 домогосподарствах у складі 188 родин. Густота населення становила 233 особи/км².  Було 292 помешкання (103/км²).
Расовий склад населення:
| - 96,7 % — білих - 0,5 % — вихідців з тихоокеанських островів - 0,5 % — корінних американців - 1,5 % — осіб інших рас |

До двох чи більше рас належало 0,9 %. Частка іспаномовних становила 3,9 % від усіх жителів.
За віковим діапазоном населення розподілялося таким чином: 26,0 % — особи молодші 18 років, 56,3 % — особи у віці 18—64 років, 17,7 % — особи у віці 65 років та старші. Медіана віку мешканця становила 39,9 року. На 100 осіб жіночої статі у місті припадало 92,7 чоловіків;  на 100 жінок у віці від 18 років та старших — 90,3 чоловіків також старших 18 років.
Середній дохід на одне домашнє господарство  становив 56 405 доларів США (медіана — 49 911), а середній дохід на одну сім'ю — 63 407 доларів (медіана — 56 563). Медіана доходів становила 40 714 долари для чоловіків та 36 250 доларів для жінок. За межею бідності перебувало 6,7 % осіб, у тому числі 3,2 % дітей у віці до 18 років та 0,0 % осіб у віці 65 років та старших.
Цивільне працевлаштоване населення становило 354 особи. Основні галузі зайнятості: освіта, охорона здоров'я та соціальна допомога — 24,0 %, роздрібна торгівля — 15,3 %, виробництво — 15,3 %.